# 黄缨菊
黄缨菊（学名：Xanthopappus subacaulis），为菊科黄缨菊属下的一个植物种。